# Fizuli
Mahamad bin Sulejman (klasični azerbejdžanski: محمد سليمان اوغلی‎ Məhəmməd Süleyman oğlu), poznatiji po njegovom književnom pseudonimu Fizuli (Azerbejdžanski: فضولی Füzuli; око 1494 – 1556), bio je Azerbejdžanac, iz Bajatskih plemena Oghuza, pesnik, pisac i mislilac. Često se smatra jednim od najvećih doprinosioca divanskoj tradiciji azerbejdžanske književnosti. Fizuli je zapravo napisao svoje sabrane pesme (divane) na tri različita jezika: na njegovom maternjem azerbejdžanskom, arapskom i perzijskom. On je bio je dobro upoznat sa osmanskom i čagatajskom turskom književnom tradicijom, kao i sa matematikom i astronomijom.

## Život
Generalno se veruje da je Fuzuli rođen oko 1480. godine u današnjem Iraku, kada je ovo područje bilo pod turskomanskom vlašću Ak Kojunla; verovatno je rođen u Karbali ili u an-Nadžafu. On je bio Azerbejdžanac poreklom iz turskijskog plemena Oguz Bajat, koje je u to vreme bilo rasuto po Bliskom istoku, Anadoliji i Kavkazu. Iako su Fuzulijevi preci bili nomadskog porekla, porodica se odavno nastanila u gradovima.
Izgleda da je Fuzuli stekao dobro obrazovanje, prvo pod svojim ocem, koji je bio muftija u gradu El Hila, a zatim pod učiteljem po imenu Rahmetula. U to vreme je naučio persijski i arapski jezik pored svog maternjeg azerbejdžanskog. Fuzuli je pokazao poetski dar rano u životu, komponujući negde oko svoje dvadesete godine važan masnavi pod naslovom Beng ü Bâde (بنگ و باده; „Hašiš i vino“), u kojem je uporedio osmanskog sultana Bajazita II sa hašišom i safavidskog šaha Ismaila I sa vinom, što je u velikoj meri u korist ovog potonjeg.
Jedna od retkih stvari koja se zna o Fuzulijevom životu iz tog vremena je kako je došao do svog pseudonima. U uvodu svojih sabranih persijskih pesama, on kaže: „U ranim danima, kada sam tek počeo da pišem poeziju, svakih nekoliko dana bih se usredsredio na određeni pseudonim, a onda sam ga posle nekog vremena zamenio drugim, jer bi se neko pojavio ko bi imao isto ime“. Na kraju se odlučio za arapsku reč fuzûlî — što doslovno znači „drzak, neprikladan, nepotreban“ — jer je „znao da ovaj naziv neće biti prihvatljiv nikome drugome“. Međutim, uprkos pežorativnom značenju imena, ono sadrži dvostruko značenje – ono što se u otomanskoj divanskoj poeziji naziva tevrijie (توريه) – kako sam Fuzuli objašnjava: „Ja sam bio posednut svim umetnostima i naukama i našao sam pseudonim koji takođe implicira ovaj smisao, jer je u rečniku fuzûl (ﻓﻀﻮل) dat kao množina od fazl (ﻓﻀﻞ; 'učenje') i ima isti ritam kao ‘ulûm (ﻋﻠﻮم; 'nauke') i fünûn (ﻓﻨﻮن; umetnosti)”.

## Radovi
یا رب بلای عشق ايله قيل آشنا منى
بیر دم بلای عشقدن ایتمه جدا منى
آز ايلمه عنایتونى اهل دردن
يعنى كی چوخ بلالره قيل مبتلا منى

Yâ Rabb belâ-yı ‘aşk ile kıl âşinâ meni
Bir dem belâ-yı ‘aşkdan etme cüdâ meni
Az eyleme ‘inâyetüni ehl-i derdden

Ya‘ni ki çoh belâlara kıl mübtelâ meni
Oh Bože, upoznaj me sa patnjom ljubavi!
Na trenutak me učini nerazdvojnim od patnje ljubavi!
Ne smanjuj svoju otuđenost od ljudi u bolu,
nego radije, učini da ja ispaštam od toga!

—Izvod iz dela Dâstân-ı Leylî vü Mecnun.
Fuzili je oduvek bio poznat, prvenstveno i najvažnije, kao pesnik ljubavi. Zapravo, postoje indikacije da se on slagao sa takvom karakterizacijom:
مندن فضولی ايستمه اشعار مدح و ذم
من عاشقام هميشه سوزوم عاشقانه دیر
Menden Fuzûlî isteme eş'âr-ı medh ü zem
Men âşıkam hemîşe sözüm âşıkânedür
Ne tražite od Fizulija poeme hlavopoljki ili prigovaranja
Ja sa ljubavnik i govorim samo o ljubavi
Fizulijev pojam ljubavi, međutim, ima više zajedničkog sa sufijskom idejom o ljubavi kao projekcijom suštine Boga - iako izgleda da sam Fizuli nije pripadao nekom specifičnom sufijskom redu - za razliku od onog što je slučaj sa zapadnom idejom romantične ljubavi. To se može videći u sledećim redovima i jedne druge njegove poeme:
عاشق ايمش هر ن وار ﻋﺎﻝﻢ
ﻋلم بر قيل و قال ايمش آنجق
‘Âşık imiş her ne var ‘âlem
‘İlm bir kîl ü kâl imiş ancak
Sve što je na svetu je ljubav
A znanje nije ništa drugo nego tračevi
Prvi od ovih redova naročito se odnosi na ideju wahdat al-wujūd (وحدة الوجود), odnosno „jedinstva bića”, koju je prvi formulisao Ibn al-Arabi i koja navodi da ništa osim različitih manifestacija Boga postoji. Ovde Fizuli koristi reč „ljubav” (عاشق ‘aşk) umesto Bog u formulaciji, ali efekat je isti.
Fizulijev najduži tretman ove ideje ljubavi nalazi se u dugoj pesmi Dâstân-ı Leylî vü Mecnun (داستان ليلى و مجنون), mesnevi koja uzima kao predmet klasičnu bliskoistočnu ljubavnu priču o Lejli i Majnunu. U svojoj verziji priče, Fizuli se koncentriše na bol odvajanja ludo zaljubljenog Majnuna od svoje voljene Lejle i taj bol doživljava kao suštinu ljubavi.
Ultimatna vrednost ljubavne patnje u Fizulijevom delu, leži u tome što pomaže čoveku da se približi „stvarnosti” (al-Haqq الحق), što je jedno od 99 imena Boga u islamskoj tradiciji.

## Odabrana bibliografija

### Radovi naazerbejdžanskom turkijskom
- Dîvân („Sabrane poeme”)
- Beng ü Bâde (بنگ و باده; „Hašiš i vino”)
- Hadîkat üs-Süedâ (حديقت السعداء; „Vrt užitka”)
- Dâstân-ı Leylî vü Mecnûn (داستان ليلى و مجنون; „Ep o Lejli i Majnunu”)
- Risâle-i Muammeyât (رسال ﻤﻌﻤيات; „Traktat o zagonetkama”)
- Şikâyetnâme (شکايت نامه; „Žalba”)

### Radovi napersijskom
- Dîvân („Sabrane poeme”)
- Anîs ol-qalb (انیس القلب; „Prijatelj srca”)
- Haft Jâm (هفت جام; „Sedam pehara”)
- Rend va Zâhed (رند و زاهد; „Hedonista i asketičar”)
- Resâle-e Muammeyât (رسال ﻤﻌﻤيات; „Traktat o zagonetkama”)
- Sehhat o Ma'ruz (صحت و معروض; „Zdravlje i bolest”)

### Radovi naarapskom
- Dīwān („Sabrane poeme”)
- Maṭla‘ ul-I‘tiqādi (مطلع الاﻋﺘﻘﺎد; „Rođenje i vera”)

### Prevodi na engleski
- Fuzuli. Leyla and Mejnun. Translated by Sofi Huri. Introduction and notes by Alessio Bombaci. London: George Allen & Unwin, Ltd., 1970.

## Napomene
1. ↑  Njegovo ime je prevedeno i kao::
  - arap.  Muḥammad bin Sulaymān al-Fuḍūlī;
  - osm. tur.  Mehmed bin Süleymân Fuzûlî;
  - pers.  Moḥammad ben Soleymân Fożuli.

## Literatura
- Fuzulî. Fuzulî Divanı: Gazel, Musammat, Mukatta' ve Ruba'î kısmı. Ed. Ali Nihad Tarlan. İstanbul: Üçler Basımevi, 1950.
- Fuzulî. Leylâ ve Mecnun. ISBN 975-08-0198-9.. Ed. Muhammet Nur Doğan.
- Andrews, Walter G. „Fuzûlî”. Ottoman Lyric Poetry: An Anthology. University of Texas Press. 1997. стр. 235–237. ISBN 0-292-70472-0.
- "Fozuli, Mohammad b. Solayman". Encyclopædia Iranica. Retrieved 25 August 2006.
- "Fuzuli, Mehmed bin Süleyman." Encyclopædia Britannica. 2006. Encyclopædia Britannica Premium Service. 23 Aug. 2006  <http://www.britannica.com/eb/article-9035730>.
- Kudret, Cevdet. . Fuzulî (2003). Fuzuli. İnkılâp. ISBN 975-10-2016-6.
- Şentürk, Ahmet Atillâ. „Fuzûlî”. Osmanlı Şiiri Antolojisi. 1999. стр. 280—324. ISBN 975-08-0163-6.
- The investigation of the mystical similarities and differences of Fozoli's Persian and Turkish Divans against Hafez's Divan (Thesis for M.A degree Islamic Azad University of Tabriz, Iran ) By: Gholamreza Ziyaee Prof.: Ph.D: Aiyoub Koushan
- A comparative adaptation of Peer in Khajeh Hafez's divan with Hakim Fozooli's Persian and Turkish divans,Article 7, 6  (21):, Page 159-188

Document Type: Research Paper, Authors: Aiyoub Koushan; Gholamreza Zyaee, Department of Persian Literature, Tabriz Branch, Islamic Azad University, Tabriz, Iran.